# Lista över BMW:s motorcykelmodeller

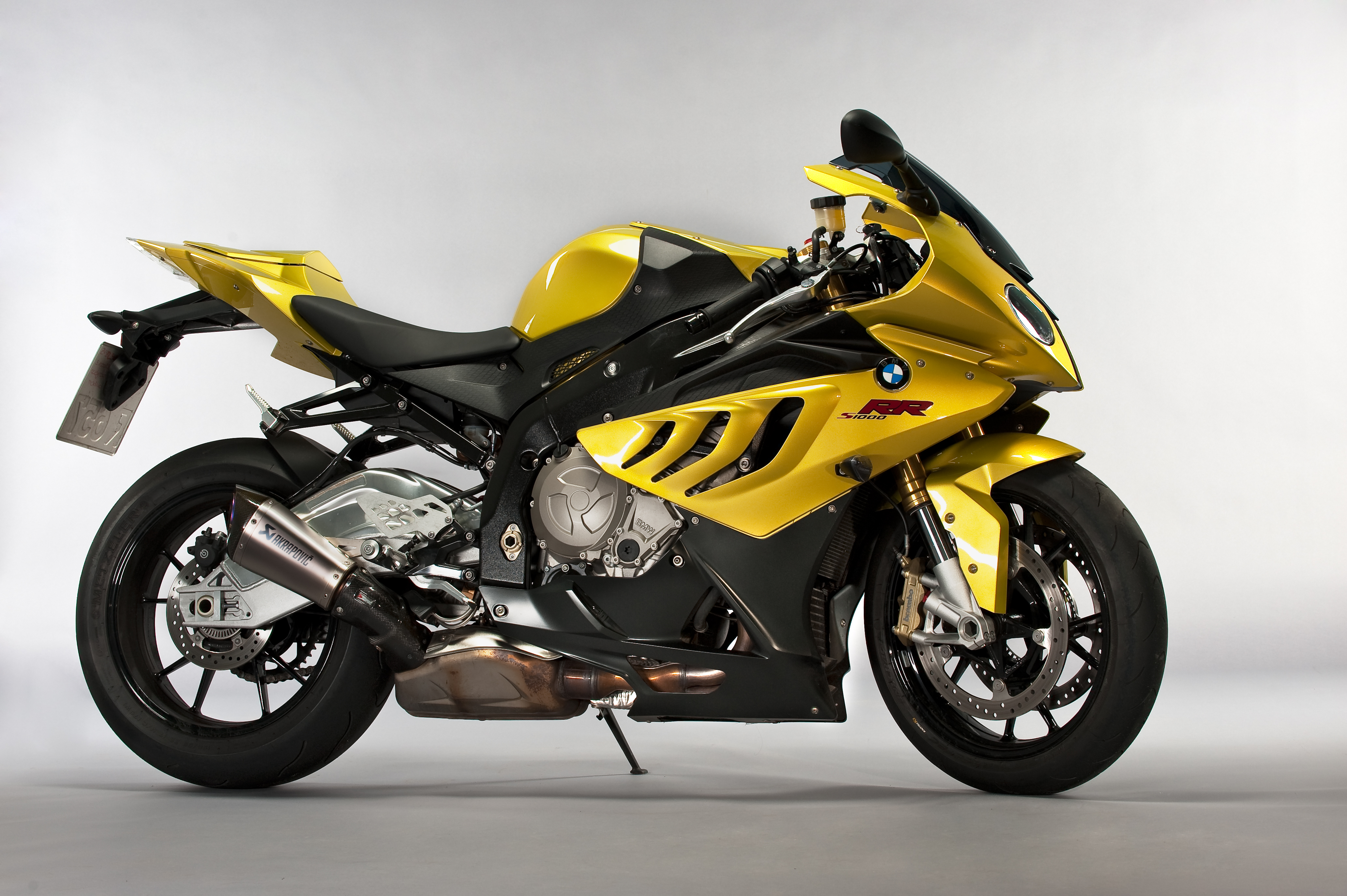
BMW S 1000 RR

## BMW:s motorcyklar
Historiska modeller = #

### F
BMW:s F-serie dök upp för första gången 1994 när den kedjedrivna BMW F 650 introducerades. BMW F 650 byggdes av Aprilia och motorcykeln baserades på en 650 kubiks en-cylindrig motor. Motorn var av förgasartyp och hade fyrventilsteknik. 
Denna motorcykel var avsedd att vara ett mer ekonomiskt valbart alternativ kontra dess större kusiner i modellutbudet.
BMW F 650 designades om år 2000 när motorn utrustades med elektronisk bränsleinsprutning. Grundmodellen döptes även om till F650 GS. Samma år dök F 650 GS Dakar upp för första gången. F 650 GS Dakar är en mer offroad-inriktad motorcykel med bland annat andra typer av däck och högre sitthöjd än F650 GS. 
2002 introducerades F 650 CS 'Scarver' som var en mer stadsanpassad motorcykel med tandrem som kraftöverföring istället för kedja. Scarvern hade även lägre sitthöjd än de andra kusinerna i modellprogrammet. 
Alla F 650 motorcyklar som producerats, med undantag för F 650 GS från och med årsmodell 2008, har en 652-kubiks motor som produceras i Österrike av Rotax. Motorcykeln tillverkas av BMW i Berlin. 
I mitten på 2006 introducerade BMW den tvåcylindriga sportmotorcykeln F 800 S samt den mer touringanpassade F 800 ST. Båda använder sig av en 798-kubiks parallelltwinmotor byggd av Rotax. F 800 S samt F 800 ST har båda två en tandrem med ryckdämpning som drivning istället för kedja. I familjen finns numera även F 800 R, en naken roadster, samt de mer offroad-liknande F 800 GS och F 650 GS. De senare med konventionell kedja i stället för rem. F 650 GS har, trots sitt namn, samma slagvolym som F 800 GS men lägre toppeffekt.

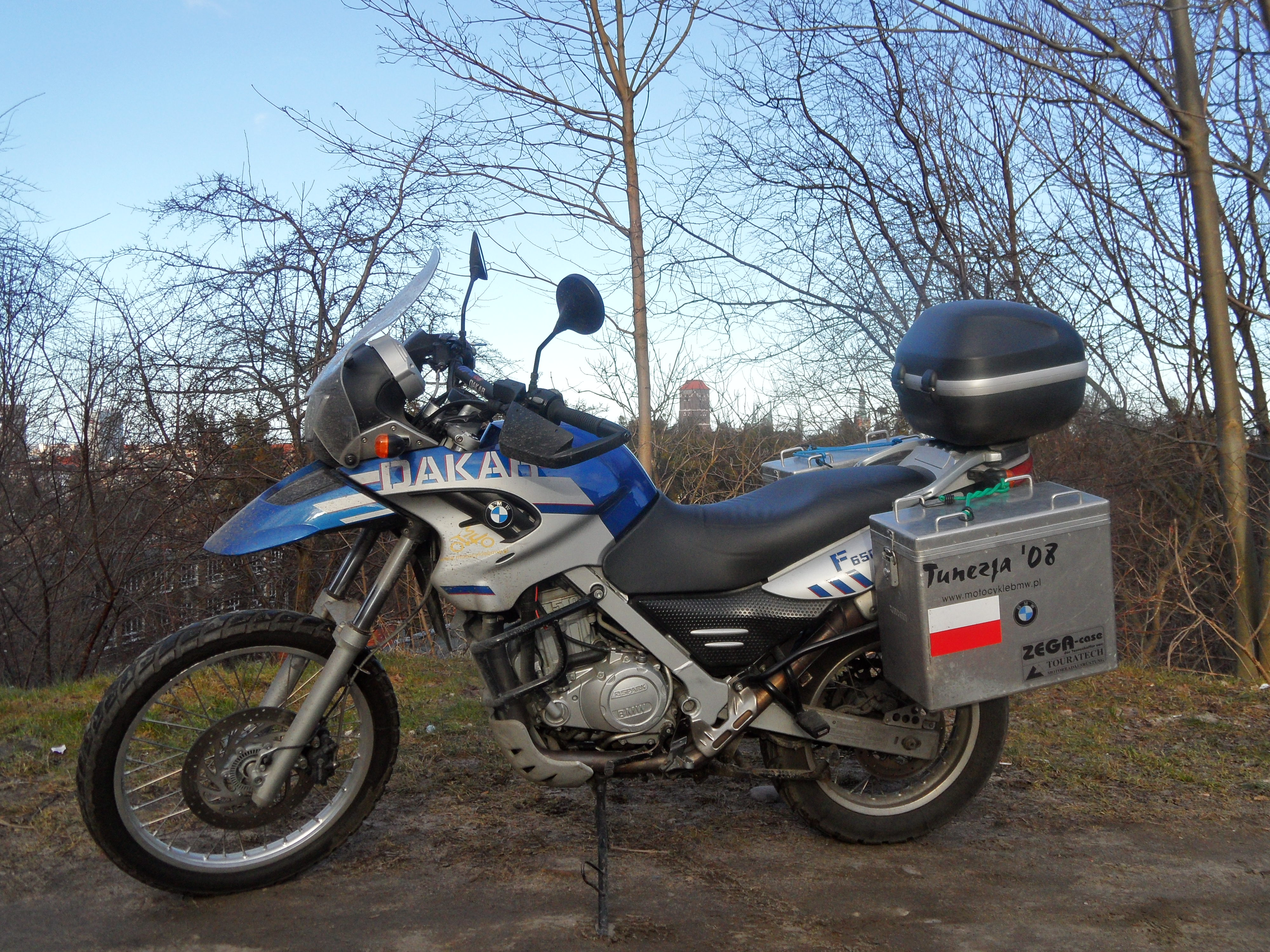
BMW F 650 GS Dakar (2004)

- F 650 #
- F 650 ST #
- F 650 CS #
- F 650 GS
- F 650 GS Dakar
- F 800 S Sportler
- F 800 ST Sporttourer
- F 800 GS
- F 800 R

### R
- R 45 #
- R 26 #
- R 50 #
- R 50 S #
- R 60  #
- R 60/2 #
- R 69 #
- R 69 S #

R60/2
R/60US
R60/5
- R 65 #

R69
R69S
- R 75 #

R75/5
- R 850 GS #
- R 850 RT Tourer #
- R 850 R Comfort #
- R 90 #
- R 100 I olika varianter #
- R 1100 S Sportler #
- R 1100 S Boxer-Cup Edition #
- R 1100 GS Reiseenduro #
- R 1100 RT Tourer #
- R 1150 RT Tourer #
- R 1150 R Roadster #
- R 1150 RS Sporttourer #
- R 1150 GS Adventure #
- R 1200 S Sportler #
- R 1200 C Cruiser #
- R 1200 C Big Cruiser #
- R 1200 CL Luxuscruiser #
- R 1200 ST SportTour #
- R 1200 GS Reiseenduro
- R 1200 GS Adventure Reiseenduro
- R 1200 R Street
- R 1200 RT Tourer

- HP2 Megamoto
- HP2 Sport

### K
BMW:s K-serie består av vattenkylda trecylindriga (K 75) eller fyrcylindriga (K 100, K 1100, K 1200) modeller. Fram till och med 2005 var motorerna längsmonterade. I och med introduktionen av K 1200 S år 2005 introducerade BMW en ny fyrcylindrig motor som var tvärställd och installerad med en 55 gradig lutning för lägre tyngdpunkt. 
BMW:s första K-modell var K 100, som introducerades 1983. Den följdes av K 100 RS 1983, K 100 RT 1984, samt K 100 LT 1986. 
1987 introducerades K 100 (Mark II) med ABS-bromsar, de första någonsin på en motorcykel. Från 1988 till 1993 tillverkade BMW modellen K 1. K 1 var baserad på K100 samt hade helkåpa.
1985 introducerade BMW den trecylindriga K75. K 75 C var den första modellen med denna motortyp. Den följdes av K 75 S, K 75 samt den touringinriktade K 75 RT. BMW tillverkade de trecylindriga K 75-modellerna fram till och med 1996. 
1991 ökade BMW cylindervolymen på K 100 och modellnamnet byttes till K 1100. K 1100 LT var den första modellen med den större motorn. 1992 introducerades K 1100 RS vilket avslutade 8 års produktion av en liters K 100 modeller. 1998 ökade BMW på motorstorleken på nytt. Den här gången till 1170 kubik. Denna uppdaterade motor dök först upp i K 1200 RS. Senare introducerade BMW K 1200 GT. K 1200 GT var bland annat utrustad med packväskor samt högre vindruta som kunde höjas och sänkas elektriskt. 
2005 introducerade BMW den nya K-motorn som dels är mindre i storlek, och dels har högre effekt jämfört med den äldre K-motorn. Denna motor fanns i K 1200 S, K 1200 R samt K 1200 R Sport.
2009 ökades volymen på K-modellerna till 1293cc och kallas nu K 1300 S, K 1300 R samt K 1300 GT. K 1200 LT får dock fortfarande behålla den gamla, längsgående, motorn.
2011 introducerade BMW en 6-cylindrig radmotor, K 1600 GT och K1600 GTL.
- K 75 C #
- K 75 Basis #
- K 75 S Sporttourer #
- K 75 RT Reisetourer #
- K 100 Basis #
- K 100 RS Sporttourer #
- K 100 RT Tourer #
- K 100 LT Luxustourer #
- K 1 Sporttourer #
- K 100 RS 16V Sporttourer #
- K 1100 LT Luxustourer #
- K 1100 RS Sporttourer #
- K 1200 GT Sporttourer #
- K 1200 RS Sporttourer #
- K 1200 R #
- K 1200 R sport #
- K 1200 S Sportler #
- K 1200 LT Luxustourer
- K 1300 GT Tourer
- K 1300 R Street
- K 1300 S Sporttourer
- K 1600 GT Sporttourer
- K 1600 GTL Luxustourer

### C1
- BMW C1